# Kunming

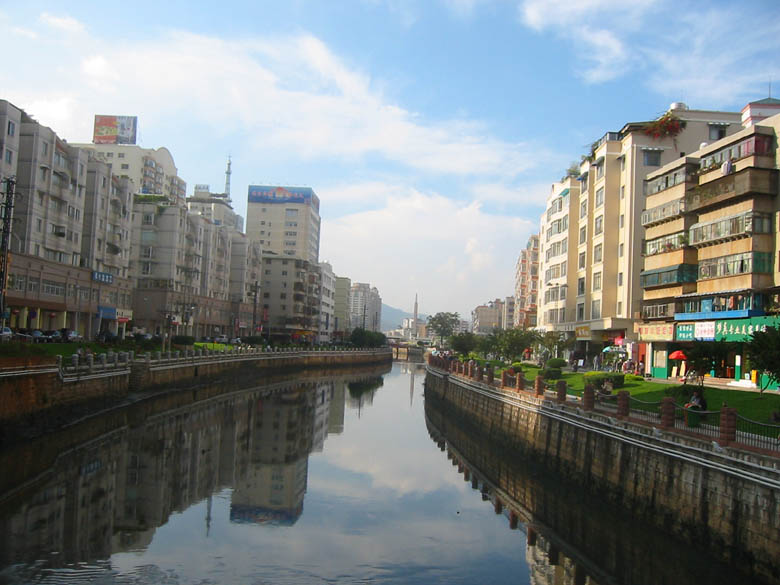
Ein Kanal im Stadtzentrum

Kunming (chinesisch 昆明, Pinyin Kūnmíng, W.-G. K'un-ming) ist die Hauptstadt der Provinz Yunnan in der Volksrepublik China. In China ist sie auch unter dem poetischen Namen „Stadt des Frühlings“ (春城 – „Chūnchéng“) bekannt. Als Provinzhauptstadt Yunnans nannte man sie früher auch „Yunnan Fu“ (雲南府 / 云南府,  Yúnnán fǔ – „Amtssitz der Präfektur Yunnan“). Das aktuelle Stadtgebiet (im engeren Sinne) befindet sich am Nordrand des Dian-Sees und hat eine Fläche von circa 300 km², die gesamte bezirksfreie Stadt eine Fläche von 21.001 km². Ende 2002 hatte Kunming etwa 4,95 Millionen Einwohner. Im Jahre 2020 lag die Bevölkerungszahl bei 8.460.088. Hinzu kommen etwa 1 Mio. Wanderarbeiter. In dem eigentlichen städtischen Siedlungsgebiet von Kunming leben 5.273.144 Personen (Stand: Zensus 2020). Im Zentrum der Stadt ist ein modernes neues Geschäftsviertel entstanden.
Gegenwärtig erfolgt eine Stadterweiterung östlich und südlich des Dian-Sees. Auf einer Fläche von 160 km² wurde die Oststadt im neuen Stadtbezirk (seit 20. Mai 2011) Chenggong errichtet, wo 900.000 Menschen leben. Zwei weitere Stadterweiterungen werden im Süden des Dian-Sees (Südstadt) geplant.

## Geografie
Kunming liegt auf dem fast 2.000 m hohen Ost-Yunnan-Plateau. Diese Lage bedingt das ganze Jahr über relativ milde Temperaturen, so dass Kunming auch als „Stadt des ewigen Frühlings“ bezeichnet wird. Die Stadt wächst gegenwärtig vom Norden entlang der östlichen Seite des insgesamt 39 km langen Dian-Sees.

## Bevölkerungsentwicklung der Agglomeration laut UN
In dem eigentlichen urbanen Siedlungsraum der Stadt lebten 2017 knapp 4,1 Millionen Einwohner. Die restliche Bevölkerung lebt im ländlichen Umland. Aufgrund der voranschreitenden Urbanisierung wird bis 2035 mit 5,6 Millionen Einwohnern in der Agglomeration gerechnet.
| Jahr | Einwohnerzahl |
| ---- | ------------- |
| 1950 | 337.000       |
| 1960 | 400.000       |
| 1970 | 474.000       |
| 1980 | 562.000       |
| 1990 | 1.128.000     |
| 2000 | 2.654.000     |
| 2010 | 3.470.000     |
| 2017 | 4.127.000     |

## Administrative Gliederung

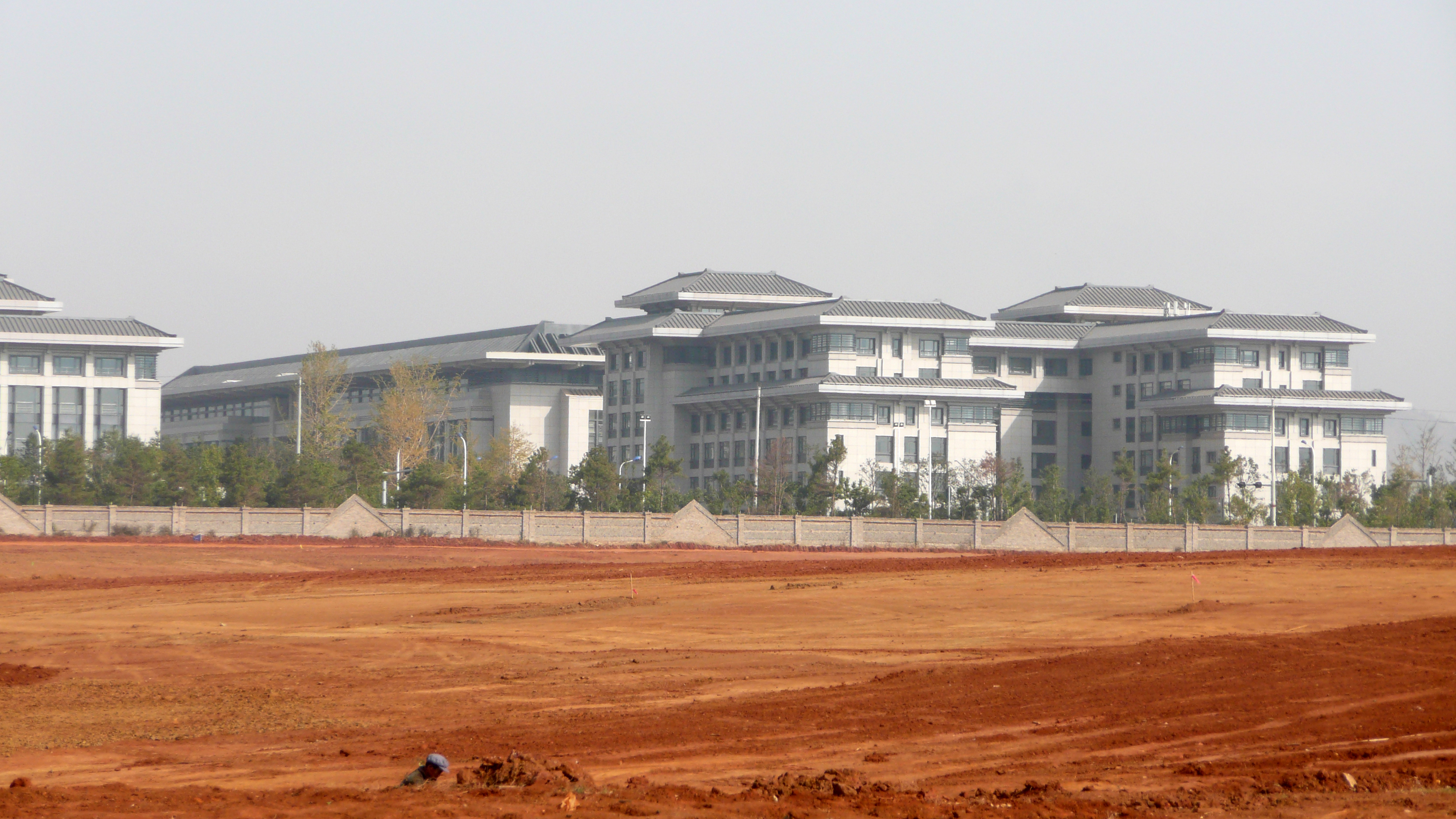
Stadtverwaltung in der neuen Oststadt

Als bezirksfreie Stadt setzt sich Kunming aus sieben Stadtbezirken, drei Kreisen, drei autonomen Kreisen und einer kreisfreien Stadt zusammen (Stand der Einwohnerzahlen: Zensus 2020):
- Stadtbezirk Panlong (盘龙区), 845 km², 987.955 Einwohner;
- Stadtbezirk Wuhua (五华区), 407 km², 1.143.085 Einwohner;
- Stadtbezirk Guandu (官渡区), 637 km², 1.602.279 Einwohner;
- Stadtbezirk Xishan (西山区), 886 km², 960.746 Einwohner;
- Stadtbezirk Dongchuan (东川区), 1.865 km², 260.744 Einwohner;
- Stadtbezirk Chenggong (呈贡区), 499 km², 649.501 Einwohner;
- Stadtbezirk Jinning (晋宁区), 1.337 km², 346.268 Einwohner;
- Kreis Fumin (富民县), 994 km², 149.506 Einwohner, Hauptort: Straßenviertel Yongding (永定街道);
- Kreis Yiliang (宜良县), 1.912 km², 384.875 Einwohner, Hauptort: Straßenviertel Kuangyuan (匡远街道);
- Kreis Songming (嵩明县), 827 km², 410.929 Einwohner, Hauptort: Straßenviertel Songyang (嵩阳街道);
- Autonomer Kreis Shilin der Yi (石林彝族自治县), 1.682 km², 240.827 Einwohner, Hauptort: Straßenviertel Lufu (鹿阜街道);
- Autonomer Kreis Luquan der Yi und Miao (禄劝彝族苗族自治县), 4.228 km², 378.881 Einwohner, Hauptort: Straßenviertel Pingshan (屏山街道);
- Autonomer Kreis Xundian der Hui und Yi (寻甸回族彝族自治县), 3.597 km², 460.739 Einwohner, Hauptort: Straßenviertel Rende (仁德街道);
- Stadt Anning (安宁市), 1.300 km², 483.753 Einwohner.

## Geschichte
- 279 v. Chr. existierte eine frühe Siedlung an der Stelle des heutigen Kunming.
- 765 wurde Tuadong gegründet, das unter der mongolischen Herrschaft 1276 in Kunming umbenannt wurde.
- Im 13. Jahrhundert wurde die Stadt (wahrscheinlich) von Marco Polo besucht.
- Im 14. Jahrhundert wurde sie von der Dynastie der Ming übernommen und mit einer Stadtmauer umgeben.
- Im 19. Jahrhundert befand sie sich in den Händen des Sultans von Dali.
- 1999 fand hier die letzte Internationale Gartenschau des vergangenen Jahrtausends statt.
- 2014 ereignete sich ein Massaker im Bahnhof Kunming mit 34 Toten.

## Wirtschaft

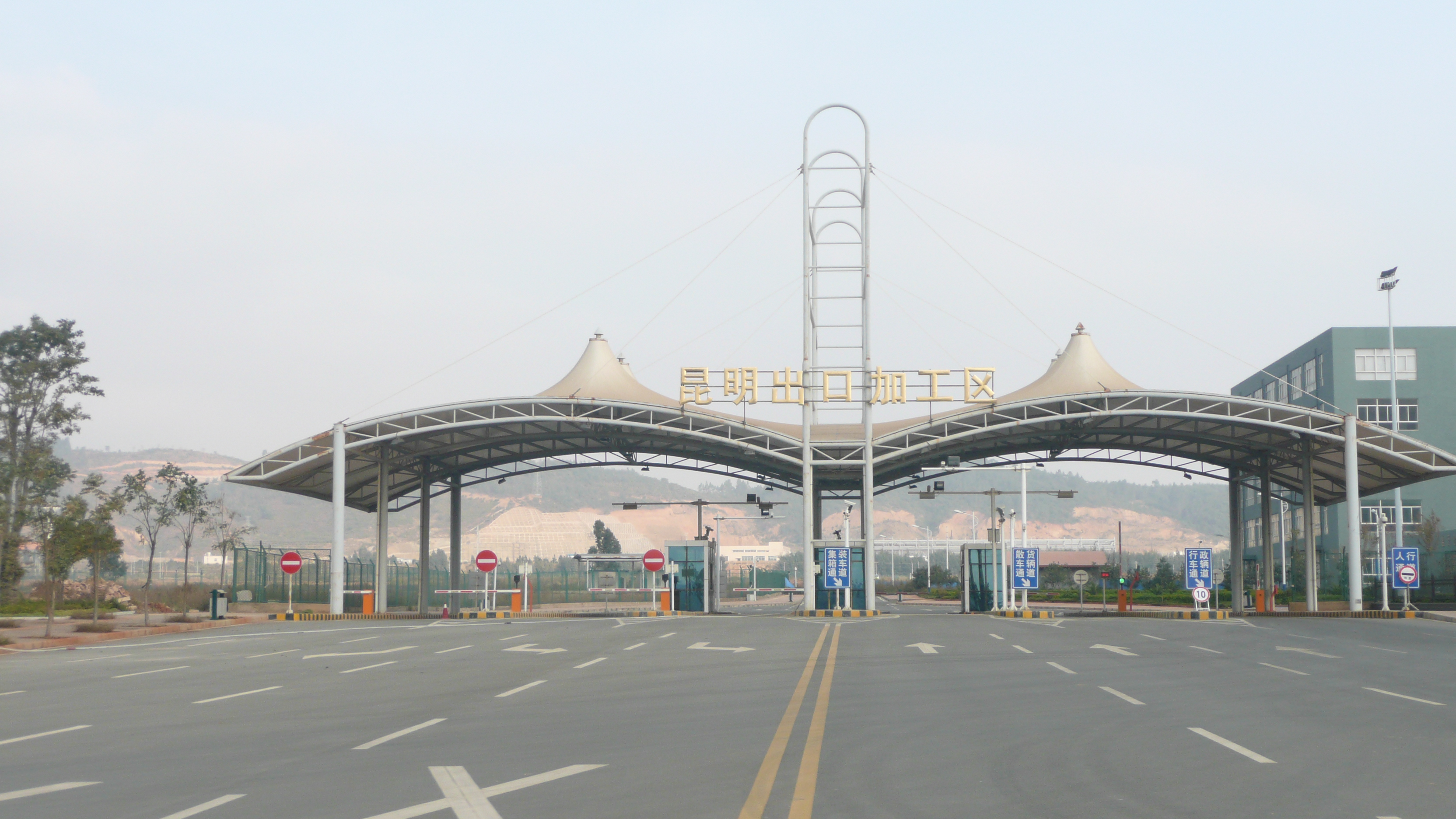
Exportorientierte Produktionszone in der Wirtschaftsentwicklungszone

Die Industriestadt Kunming erbringt ein Drittel der Wirtschaftsleistung der gesamten Provinz Yunnan. Laut einer Studie aus dem Jahr 2014 erwirtschafte Kunming ein Bruttoinlandsprodukt von 88,6 Milliarden US-Dollar in Kaufkraftparität. In der Rangliste der wirtschaftsstärksten Metropolregionen weltweit belegte die Stadt damit den 152. Platz. Das BIP pro Kopf lag bei 13.418 US-Dollar (KKP) und In der Stadt waren 2,5 Millionen Arbeitskräfte beschäftigt. Mit 11 % jährlich im Zeitraum von 2009 bis 2014 wuchs das BIP pro Kopf schnell. Schwerpunktbranchen sind Maschinenbau, Elektrotechnik/Elektronik/Optik, Metallurgie (Kupfer (Yunnan Copper), Aluminium, Stahl), Chemie (Phosphor) und Pharmazie. Einen großen Stellenwert nimmt auch die Landwirtschaft ein. Kunming ist der größte Blumenproduzent Chinas. Ebenso steht die Stadt bei der Tabakproduktion an erster Stelle.
Ein bedeutsamer Teil der Unternehmen Kunmings ist in den beiden staatlichen Industrie-Entwicklungszonen konzentriert:
- Wirtschafts- und Technologie-Entwicklungszone, inklusive einer exportorientierten Produktionszone sowie eines Innovationszentrums

- High-Tech-Entwicklungszone

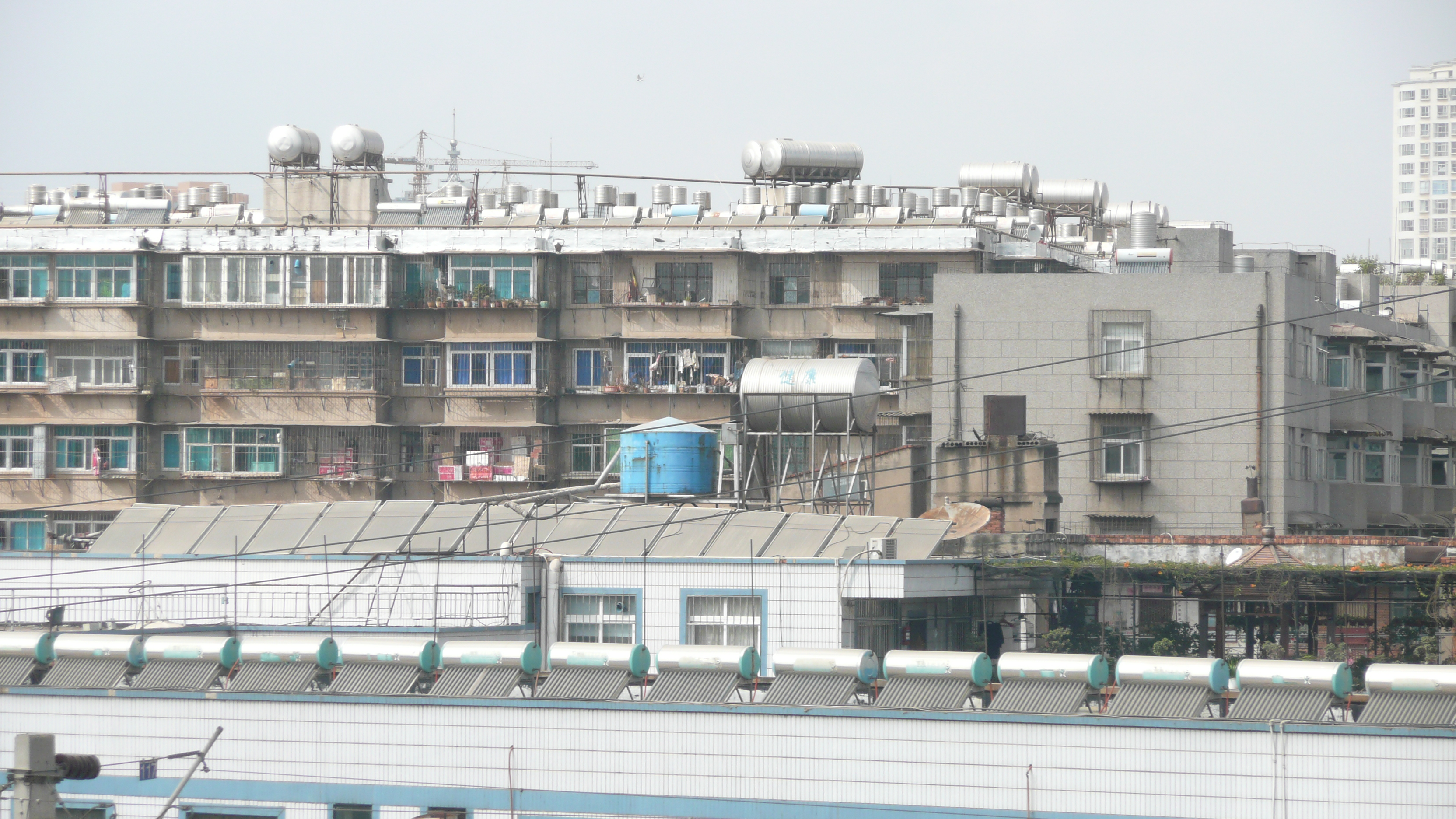
Solarthermieanlagen auf den Wohnhäusern von Kunming

Auffällig sind die recht zahlreichen Solarthermieanlagen auf den Dächern der Wohnhäuser, womit zu 60–70 % der Bedarf an Warmwasser gedeckt wird. Kosten von 2000 RMB pro Anlage stehen Einsparungen bei den Energiekosten in Höhe von 10.000 RMB pro Jahr gegenüber.
Darüber hinaus wird zunehmend auch die Photovoltaik gefördert. Ende 2008 wurde in Shilin durch die in Kunminger Wirtschaftsentwicklungszone ansässige Firma Yunnan Tianda Photovoltaic Co, Ltd. mit dem Bau des größten Photovoltaik-Kraftwerks in Asien begonnen. Auf einer Fläche von 173 ha soll ein Kraftwerk mit einer Kapazität von 166 MW entstehen. Nach Abschluss der ersten Phase soll Elektrizität im Umfang von 10 MW bereits Ende 2009 ins Netz eingespeist werden.

## Verkehr

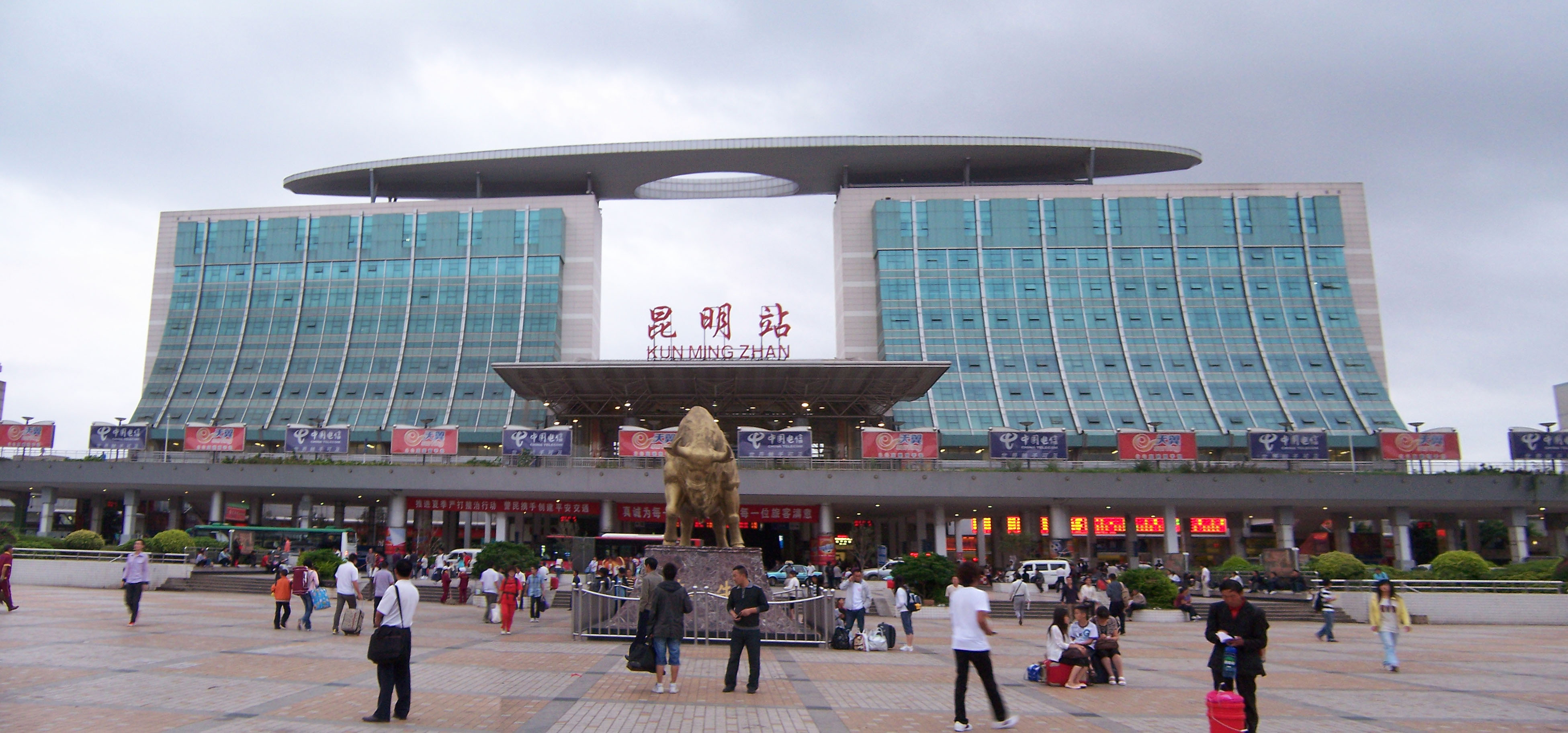
Der Bahnhof von Kunming

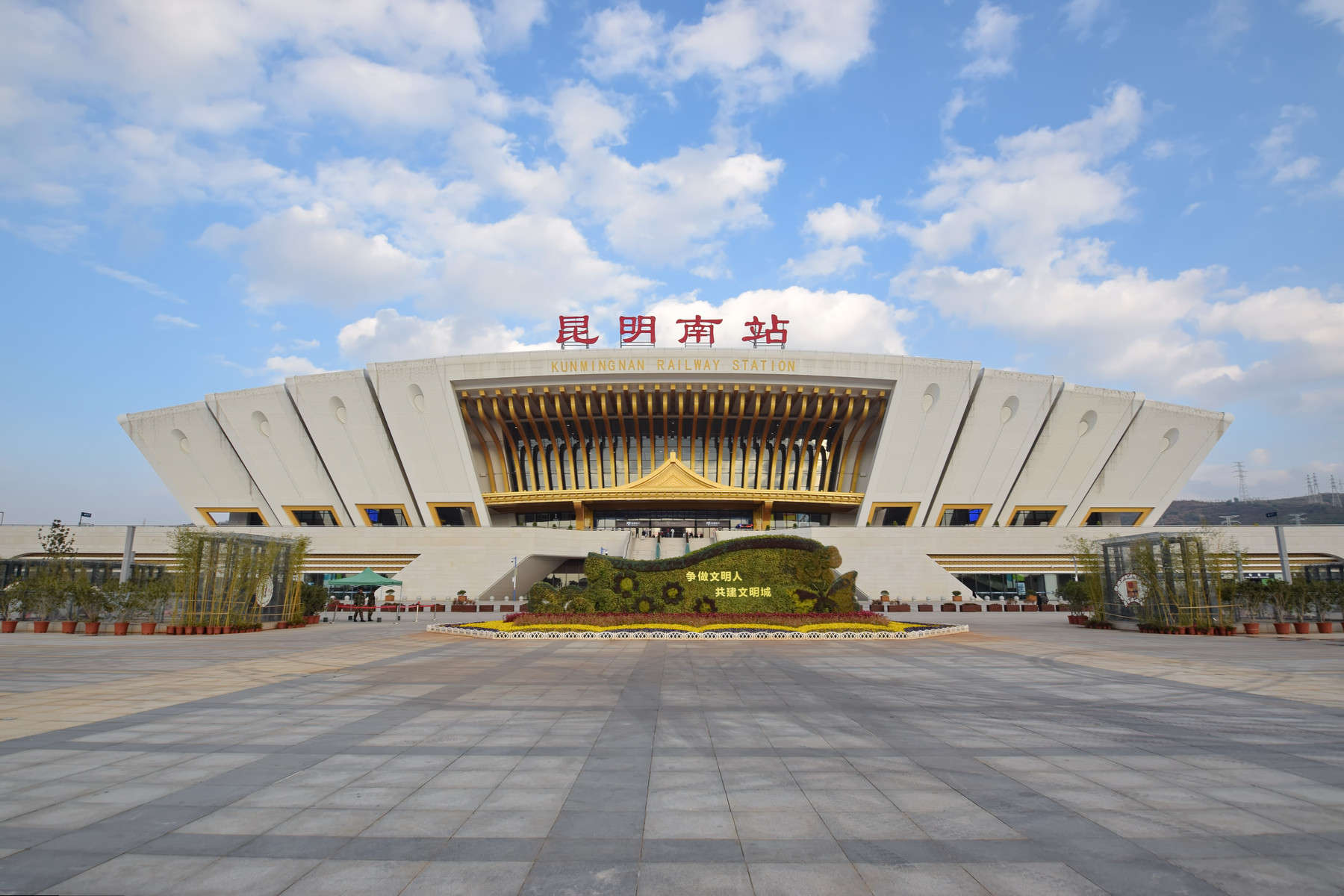
Südbahnhof Kunming (2017)

Kunmings U- und S-Bahn System, fertiggestellt und in Planung

Im Rahmen der Infrastrukturentwicklung wird der Modernisierung und dem Ausbau der Verkehrsverbindungen ein hoher Stellenwert zugeordnet. Im Jahre 2009 waren in Kunming circa 1 Mio. PKW registriert, von denen sich 70 % im privaten Besitz befinden. Der zweite ampelfreie Stadtring wurde am 28. September 2009 eingeweiht, mit einer dritten Ringstraße wurde bereits begonnen. Fünf zentrale Bus-Terminals sind im Bau.
Zugverbindungen existieren in viele Städte Chinas. Aktuell werden Schnellzugstrecken gebaut, insbesondere nach Chengdu, Chongqing und Changsha. Ende 2016 wurde die Schnellfahrstrecke Shanghai–Kunming eröffnet, welche die Reisezeit von 35 Stunden auf zehneinhalb Stunden reduziert.
In Vorbereitung sind ebenso ein Logistik-Zentrum und der größte Containerbahnhof Chinas mit Verbindungen nach Singapur, Vietnam, Indien, Thailand und Myanmar. Bis 2020 sollte eine Schnellfahrstrecke Kunming–Singapur über Vientiane und Bangkok fertiggestellt werden. Die Umsetzung des Projektes wurde im Jahre 2018 in Frage gestellt. Vom Südbahnhof Kunming beginnt die Normalspurstrecke Kunming–Yuxi–Hekou und seit Anfang Dezember 2021 ist die  China-Laos-Eisenbahn in Betrieb gegangen.
Die Stadt ist Ausgangs- bzw. Endpunkt der nach Vietnam führenden meterspurigen Yunnan-Bahn, die jedoch auf dem chinesischen Abschnitt seit 2003 nur noch für den Güterverkehr freigegeben ist.
Mit der Kunming Metro verfügt Kunming über eine U-Bahn mit über 150 Kilometern Länge. Ein weiterer Ausbau auf 200 Kilometer und sechs Linien ist geplant. Die Linie 6 zwischen dem Flughafen und der Station East Bus Station ist seit 2012 und die Linien 1 und 2 sind seit April 2014 in regulärem Betrieb.
Der internationale Flughafen Kunming-Changshui wurde 2012 eröffnet und löste den alten Flughafen von Kunming ab. Dieser gehört zu den ältesten Chinas, war jedoch nicht erweiterbar. Der Flughafen Kunming-Changshui liegt 25 km von Kunming entfernt und ist per Flughafenbus und Metro erreichbar. Er ist der viertgrößte Flughafen Chinas und gehört zu den fünf wichtigsten Flugverbindungsknoten mit Peking, Shanghai, Guangzhou und Ürümqi. Mit Investitionen in Höhe von 28 Mrd. RMB wurden vier Start- und Landebahnen gebaut, was in einer ersten Stufe Kapazitäten von 27 Mio. Passagieren pro Jahr und letztlich von 65 Mio. ermöglichen soll. Die Fluggesellschaft Air Travel (Hongtu Airlines) hat ihren Sitz in Kunming.

## Bildung

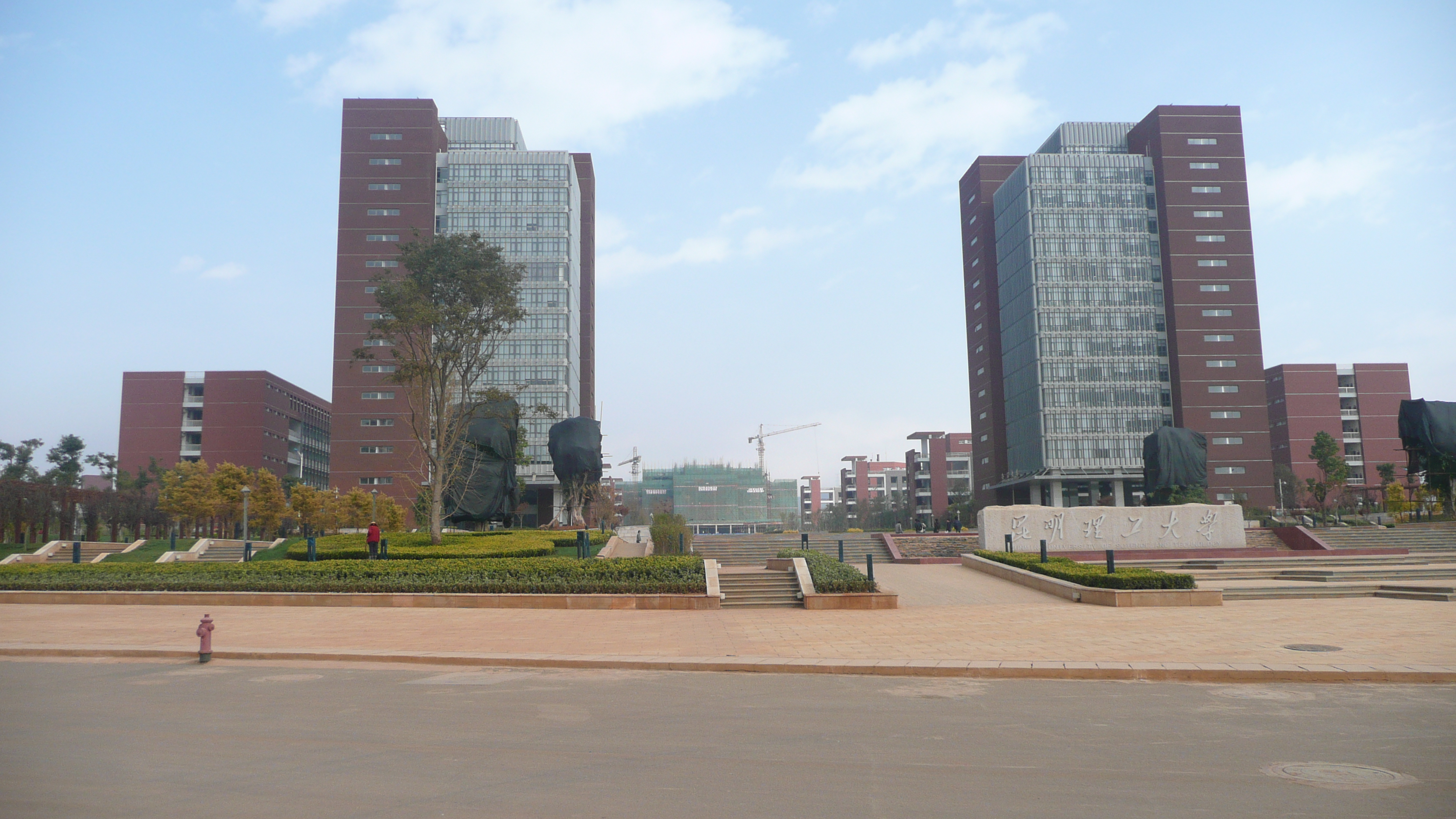
Campus der Technischen Universität in der neuen Oststadt

Kunming verfügt über mehr als 20 Universitäten und Hochschulen mit über 100.000 Studenten. Zu den bekanntesten gehören die Yunnan-Universität (> 20.000 Studenten), die Kunminger Technische Universität (38.000 Studenten), die Yunnan Nationalitäten-Universität sowie Hochschulen in den Bereichen Medizin, Landwirtschaft, Kunst und Finanzen. Aktuell vollzieht sich die Umsiedlung der wichtigsten Universitäten in die neue Ost-Stadt. Dort entsteht auch ein weiterer Standort des High-Tech-Parks, womit in besonderer Weise Unternehmensgründungen im Umfeld der Hochschulen gefördert werden.

## Sehenswürdigkeiten
Kunming hat sich in den letzten Jahren zu einer auch für den Tourismus attraktiven Stadt entwickelt. Im Jahre 2008 besuchten 16 Millionen in- und ausländische Touristen die Stadt. Eine am Dian-See gelegene Touristische Wirtschaftssonderzone ist im Aufbau. Neben dem Provinzmuseum sind in Kunming besonders die Pagode des Westtempels und die Pagode des Osttempels sehenswert. In der Umgebung der Stadt stellen der Dian-See und die Westberge (Xishan) sowie der „Steinwald“ (Shilin) vielbesuchte Attraktionen dar. Im Zentrum der Stadt befindet sich der „Green Lake“.
Außerdem zieht der Daguan-Turm inmitten des Daguan-Parkes jährlich eine große Menge von Touristen an. Weitere sehenswerte Reiseziele um und in Kunming sind das Qiongzhu- und das Yuantong-Kloster, der Jindian (goldener Tempel). Die Jiuxianger Karsthöhegruppen zählen zu den schönsten Naturlandschaften der Welt.

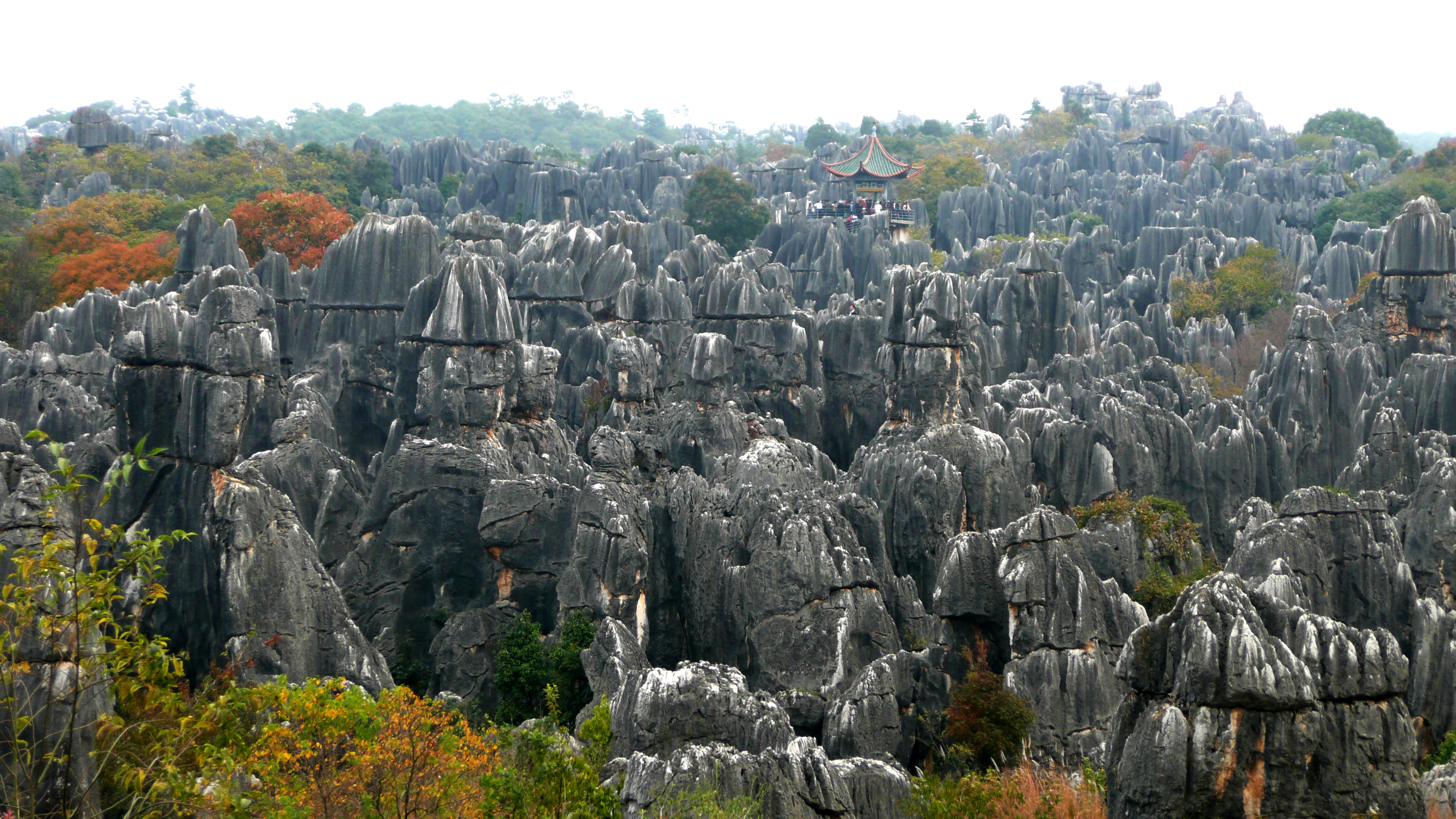
Der Steinwald (Shilin)
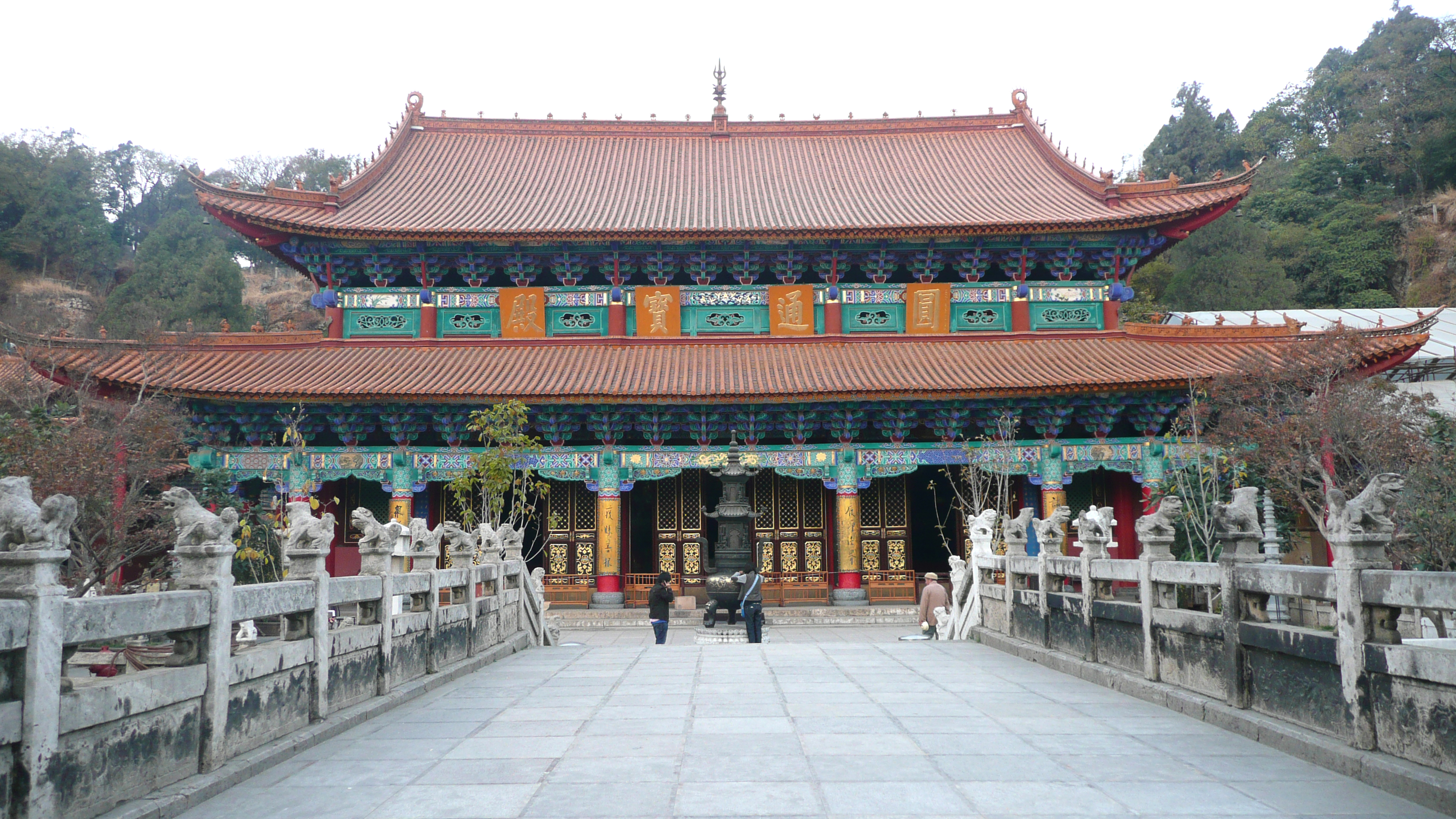
Der Yuantong-Tempel in Kunming
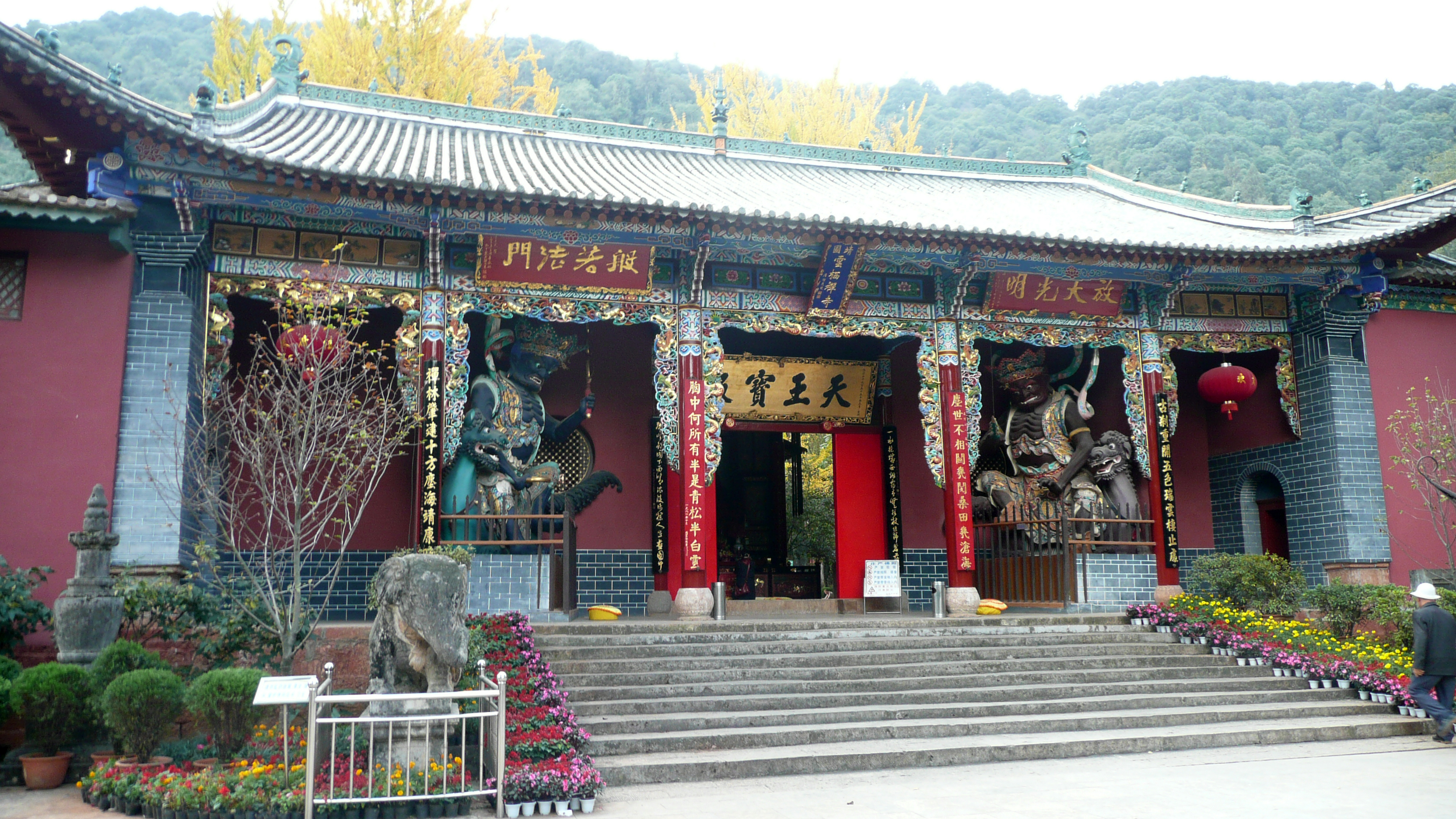
Huating-Tempel in den Westbergen
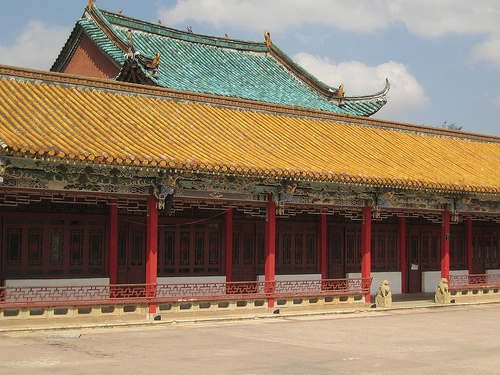
Cuihu-Park in Kunming (Green Lake)

## Städtepartnerschaften

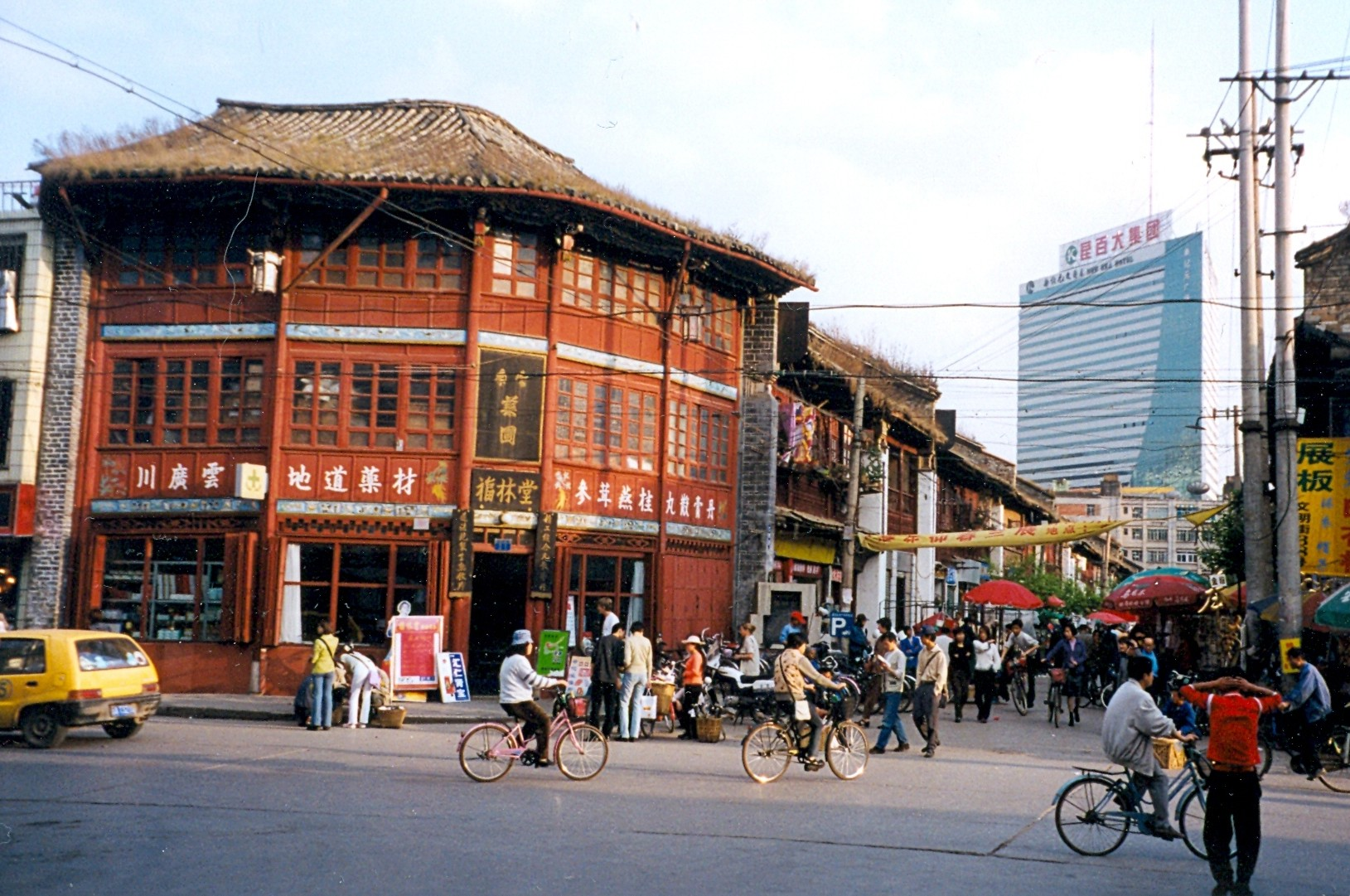
Holzhaus im Vordergrund und Hochhaus im Hintergrund

Kunming listet folgende Partnerstädte auf:
| Stadt        | Land                                   | seit | Typ                |
| ------------ | -------------------------------------- | ---- | ------------------ |
| Alkmaar      | Noord-Holland, Niederlande             | 2013 | Städtefreundschaft |
| Antalya      | Türkei                                 | 2013 | Schwesterstadt     |
| Chefchaouen  | Tanger-Tétouan-Al Hoceïma, Marokko     | 1985 | Schwesterstadt     |
| Chiang Mai   | Thailand                               | 1999 | Schwesterstadt     |
| Chittagong   | Bangladesch                            | 2005 | Schwesterstadt     |
| Cochabamba   | Bolivien                               | 1997 | Schwesterstadt     |
| Đà Nẵng      | Trung Bộ, Vietnam                      | 2015 | Schwesterstadt     |
| Denver       | Colorado, Vereinigte Staaten           | 1986 | Schwesterstadt     |
| Dietzenbach  | Hessen, Deutschland                    | 2019 | Schwesterstadt     |
| Fujisawa     | Kanagawa, Japan                        | 1981 | Schwesterstadt     |
| Gazipur      | Dhaka, Bangladesch                     | 2020 | Schwesterstadt     |
| Grasse       | Provence-Alpes-Côte d’Azur, Frankreich | 2016 | Schwesterstadt     |
| Jyväskylä    | Keski-Suomi, Finnland                  | 2008 | Schwesterstadt     |
| Kalkutta     | Pashchimbanga, Indien                  | 2013 | Schwesterstadt     |
| Mandalay     | Myanmar                                | 2001 | Schwesterstadt     |
| Nairobi      | Kenia                                  |      |                    |
| Nancy        | Grand Est, Frankreich                  | 2017 | Städtefreundschaft |
| New Plymouth | Te Ika-a-Māui, Neuseeland              | 2003 | Schwesterstadt     |
| Olmütz       | Morava, Tschechien                     | 2017 | Schwesterstadt     |
| Phnom Penh   | Kambodscha                             | 2011 | Schwesterstadt     |
| Pokhara      | Gandaki, Nepal                         | 2013 | Schwesterstadt     |
| Polonnaruwa  | Uturu Mæda, Sri Lanka                  | 2011 | Schwesterstadt     |
| Schenectady  | New York, Vereinigte Staaten           | 2014 | Schwesterstadt     |
| Takayama     | Chūbu, Japan                           | 2018 | Schwesterstadt     |
| Vientiane    | Laos                                   | 2011 | Schwesterstadt     |
| Wagga Wagga  | New South Wales, Australien            | 1988 | Schwesterstadt     |
| Yangon       | Myanmar                                | 2008 | Schwesterstadt     |
| Zürich       | Schweiz                                | 1982 | Schwesterstadt     |

## Söhne und Töchter der Stadt
- Zheng He (1371–1433 oder 1435), Admiral der Kaiserlichen Flotte im 15. Jahrhundert
- Nie Er (1912–1935), Komponist
- Benedict Anderson (1936–2015), US-amerikanischer Politikwissenschaftler
- Frank Shu (1943–2023), Astrophysiker
- Zhang Xiaogang (* 1958), Künstler
- Yini Tao (* 1978), Künstlerin und Kuratorin
- Li Weiwei (* 1982), Handballspielerin

## Klimatabelle
|                       | Jan  | Feb  | Mär  | Apr  | Mai  | Jun  | Jul  | Aug  | Sep  | Okt  | Nov  | Dez  |   |      |
| Mittl. Tagesmax. (°C) | 15,1 | 17,1 | 20,4 | 23,5 | 24,6 | 23,8 | 23,9 | 23,9 | 22,5 | 20,3 | 17,3 | 15,0 | ⌀ | 20,6 |
| Mittl. Tagesmin. (°C) | 1,5  | 2,9  | 5,5  | 9,1  | 13,9 | 16,3 | 16,8 | 15,9 | 14,2 | 11,5 | 6,9  | 2,5  | ⌀ | 9,8  |
|                       |      |      |      |      |      |      |      |      |      |      |      |      |   |      |
| Niederschlag (mm)     | 12   | 12   | 16   | 27   | 92   | 173  | 205  | 206  | 122  | 89   | 40   | 14   | Σ | 1008 |
|                       |      |      |      |      |      |      |      |      |      |      |      |      |   |      |
| Sonnenstunden (h/d)   | 7,5  | 8,2  | 8,6  | 8,5  | 7,3  | 4,7  | 4,6  | 5,2  | 4,6  | 4,9  | 6,0  | 6,6  | ⌀ | 6,4  |
|                       |      |      |      |      |      |      |      |      |      |      |      |      |   |      |
| Regentage (d)         | 2    | 3    | 3    | 4    | 9    | 14   | 16   | 16   | 12   | 11   | 5    | 2    | Σ | 97   |
|                       |      |      |      |      |      |      |      |      |      |      |      |      |   |      |
| Luftfeuchtigkeit (%)  | 67   | 62   | 58   | 57   | 66   | 78   | 83   | 83   | 82   | 81   | 76   | 73   | ⌀ | 72,2 |

| 1,5 |

| 2,9 |

| 5,5 |

| 9,1 |

| 13,9 |

| 16,3 |

| 16,8 |

| 15,9 |

| 14,2 |

| 11,5 |

| 6,9 |

| 2,5 |

| 1,5 |

| 2,9 |

| 5,5 |

| 9,1 |

| 13,9 |

| 16,3 |

| 16,8 |

| 15,9 |

| 14,2 |

| 11,5 |

| 6,9 |

| 2,5 |